# شترهند
شاتر هند، نام بازی‌ای است در کنسول ان‌ای‌اس که در ۱۹۹۱ به بازار عرضه شد. بازی در خارج از ژاپن به نام شاترهند و در ژاپن به نام Tokkyuu Shirei Solbrain شناخته می‌شود.
در ایران این بازی به نام غلط "پلیس آهنی ۳" عرضه می‌شد.